# Sziwini
Sziwini (urart. DUTU) – solarne bóstwo urartyjskie, trzecie, po Chaldim i Tejszebie, główne bóstwo w religii Urartu. Atrybutem Sziwiniego była skrzydlata tarcza. Za jego małżonkę uważano bogini Tuszpueę.
Większość bóstw urartyjskich została zapożyczona z Mezopotamii: Sziwini odpowiadał asyryjskiemu Szamaszowi, nawet w piśmie klinowym Urartu zapisywany był za pomocą asyryjskiego ideogramu.
Prawdopodobnie ośrodkiem kultu Sziwini była stolica Urartu – Tuszpa. Liczba ofiar dla Sziwini, jak podają teksty urartyjskie, składała się z czterech wołów i ośmiu owiec.